# Virna Dias
Virna Cristine Dantas Dias est une ancienne joueuse brésilienne de volley-ball née le 31 août 1971 à  Natal. Elle mesure 1,84 m et jouait au poste de réceptionneuse-attaquante.

## Clubs
| Club                         | De        | À         |
| ---------------------------- | --------- | --------- |
| Lufkin Rio de Janeiro        | 1986-1987 | 1989-1990 |
| Virtus Reggio Calabria       | 1991-1992 | 1992-1992 |
| Ribeirão Preto               | 1992-1993 | 1992-1993 |
| Guarujá                      | 1993-1994 | 1993-1994 |
| Minas Tênis Clube            | 1994-1995 | 1994-1995 |
| Tietê Vôlei Clube            | 1995-1996 | 1995-1996 |
| Minas Tênis Clube            | 1996-1997 | 1996-1997 |
| Leites Nestlé Jundiaí        | 1997-1998 | 1997-1998 |
| São Bernardo                 | 1998-1999 | 1998-1999 |
| Clube de Regatas do Flamengo | 1999-2000 | 2000-2001 |
| Grêmio de Vôlei Osasco       | 2001-2002 | 2002-2003 |
| Minas Tênis Clube            | 2003-2004 | 2003-2004 |
| Chieri Volley                | 2004-2005 | 2004-2005 |
| Rio de Janeiro Volêi Clube   | 2008-2009 | 2008-2009 |

## Palmarès

### Équipe nationale
- Jeux olympiques
  -  1996 à Atlanta.
  -  2000 à Sydney.
- Championnat du monde
  - Finaliste : 1994
- Coupe du monde
  - Finaliste : 1995, 2003
- Grand Prix mondial
  - Vainqueur : 1994, 1996, 1998, 2004
  - Finaliste : 1995, 1999
- Championnat d'Amérique du Sud
  - Vainqueur : 1995, 1997, 1999, 2001, 2003.
  - Finaliste : 1993.
- Championnat du monde des moins de 20 ans
  - Vainqueur : 1989.
- Championnat d'Amérique du Sud  des moins de 20 ans
  - Finaliste : 1986, 1988.

### Clubs
- Championnat du Brésil 
  - Vainqueur : 1987, 1999, 2001, 2003, 2009.
- Top Teams Cup
  - Vainqueur : 2005

### Distinctions individuelles
- Grand Prix Mondial de volley-ball 1999: Meilleure réceptionneuse, meilleure marqueuse et MVP.
- World Grand Champions Cup féminine 2001: Meilleure réceptionneuse[1].
- Top Teams Cup 2004-2005: Meilleure réceptionneuse.